# Рославка (Приморский край)
Рославка — село в Яковлевском районе Приморского края, входит в состав Покровского сельского поселения.

## География
Село находится на левом берегу реки Рославка, примерно в 6 км до впадения её в реку Арсеньевка.
Село стоит на автодороге, соединяющей Покровку Яковлевского района с посёлком Кировский, расстояние до Покровки около 11 км, расстояние до районного центра села Яковлевка около 16 км. Расстояние до Яблоновки (находится на север по дороге на посёлок Кировский) около 17 км.

## Население
| 1926 | 2001 | 2002 | 2010 | 2019 |
| ---- | ---- | ---- | ---- | ---- |
| 559  | ↘43  | ↘6   | ↗8   | ↘2   |

## Улицы
В селе имеется одна улица: Складская.